# Njamyha (metropolitana di Minsk)
La stazione Njamyha (Няміга; in russo Немига?, Nemiga) è una stazione della metropolitana di Minsk, posta sulla linea Aŭtazavodskaja.